# Józef Świder
Józef Świder (né le 19 août 1930 à Czechowice-Dziedzice et mort le 22 mai 2014 à Katowice) est un compositeur et pédagogue polonais.
Il a effectué ses études à l'Académie de musique Karol Szymanowski de Katowice (PWSM – aujourd’hui Akademia Muzyczna), et suivi ses études complémentaires à l’Académie nationale Sainte-Cécile à Rome avec Goffredo Petrassi. Depuis 1952 enseigne la composition et théorie de la musique au Conservatoire (Akademia Muzyczna) de Katowice. Parmi ses élèves étaient Aleksander Lasoń, Julian Gembalski, Andrzej Dziadek et Wiesław Cieńciała. Professeur de l’Université de Silésie (Uniwersytet Śląski) où, dans les années 1985 – 1999 il était le directeur de l’Institut de Pédagogie Musicale. Depuis 1984 professeur des Etudes post-diplôme de formation de chefs de chœur auprès de l’Akademia Muzyczna à Bydgoszcz. Membre de jury des plusieurs concours de chant choral polonais et internationaux. 
Lauréat des nombreux prix et distinctions (entre autres, le prix du Premier Ministre pour les œuvres pour les enfants). Membre de plusieurs années de l‘union des compositeurs polonais (Związek Kompozytorów Polskich).

## Œuvres  majeures
- plus de 200 chansons chorales
- 3 opéras: Magnus (1970), Wit Stwosz (Veit Stoss - 1974), Bal Baśni (Le Bal des Contes de Fées - 1977)
- Concerto pour piano et orchestre (1955)
- Concerto pour soprano et orchestre (1956)
- Suite pour accordéon et orchestre à cordes (1979)
- 9 messes avec orgue ou orchestre
- Oratorium Legnickie (Oratorio de Legnica – 1991)
- Concerto pour guitare et orchestre à cordes (1998)
- Te Deum pour voix solistes, chœur et orchestre (2001)
- Litania Getrzwałdzka (Litanie de Gietrzwałd – 2007)
- Singet dem Herrn ein neues Lied pour 4 solistes, 2 chœurs et orchestre (2014)

En plus, auteur de la musique de chambre, ainsi que des œuvres pour guitare, orgue, orchestre à vents, musique de théâtre et  de film.